# Misioneros de Cristo para la Iglesia Universal
Los Misioneros de Cristo para la Iglesia Universal (MCIU), son una asociación pública de fieles consagrados de la Iglesia católica; está conformada por sacerdotes y hermanos. Fue fundada el 23 de noviembre de 1979, en Monterrey, Nuevo León, México, por la beata María Inés Teresa del Santísimo Sacramento Arias con la protección de Mons. Juvenal Porcayo Uribe, en ese entonces obispo de la diócesis de Tapachula.
Actualmente el Instituto está bajo la protección del arzobispo de Monterrey, Mons. Rogelio Cabrera López.
Además, cuenta con presencia en dos países, específicamente en la Arquidiócesis de Monterrey, la Arquidiócesis de Morelia (en México) y en la Diócesis de Makeni (en Sierra Leona).

## Historia
La beata Madre María Inés Teresa del Santísimo Sacramento describe el sacerdocio como la dignidad más alta sobre la tierra. Y es el Espíritu Santo quien le inspira, ya en la última etapa de su vida, la fundación de los Misioneros de Cristo para la Iglesia Universal.
En 1979 la Madre María Inés reunió a un grupo de jóvenes, que identificados con los deseos misioneros que ella tenía, sintieron el llamado de ser los pioneros de una fundación misionera, con el carisma y espiritualidad que ella misma les inculcó para conquistar el mundo para Cristo. Así nació la fundación de los Misioneros de Cristo para la Iglesia Universal.
Desde 1989, se han venido ordenando sacerdotes con un corazón sin fronteras, que, con el sistema de evangelización de esta gran misionera mexicana, han venido extendiendo el espíritu misionero de Madre Inés en una alegre entrega, uniendo contemplación y acción en actividad apostólica.

## Escudo
La forma del escudo de las Misioneras Clarisas del Santísimo Sacramento y los Misioneros de Cristo para la Iglesia Universal, consiste en un cuadro dividido en 5 partes. 
La primera, en la esquina superior izquierda, se encuentran 3 espigas de trigo sobre un fondo rojo que simbolizan a Jesús Eucaristía. A la derecha se encuentra una estrella y una flor que hacen referencia a María en un fondo azul; en la parte baja, a la izquierda y en fondo azul, se encuentra una lámpara catacumbal que representa el espíritu sacerdotal. A la derecha se encuentra una lira que representa la alegría del Misionero. Finalmente, en el centro, se ubica el escudo de la Congregación para la Evangelización de los pueblos, que recuerda el espíritu misionero sin fronteras. 
Por encima de este escudo se encuentra el lema Oportet Illum Regnare, que en latín significa Él Debe Reinar y por debajo tres rosas que hacen mención a las Virtudes teologales

## Apostolado de la congregación
Consiste en que Dios sea conocido y amado comunicándolo a los hermanos cristianos y no cristianos a través de la evangelización y catequesis; atención sanitaria y médica; educando a la niñez y juventud; atendiendo parroquias y vicarias; dando dirección espiritual y ejercicios espirituales; y mucho más... 

### Casa de ejercicios espirituales
- Datos: Q16608001